# Nemeskolta
Nemeskolta es un pueblo ubicado en el distrito de Szombathely, condado de Vas, Hungría.

## Superficie
Posee una superficie de 7,340 kilómetros cuadrados.

## Demografía
Hasta 2022 la población era de 364 habitantes, con una densidad de población de 49,59 habitantes por kilómetro cuadrado.